# Halle, Holzminden
Halle là một đô thị trong huyện Holzminden, bang Niedersachsen, Đức. Đô thị Halle, Holzminden có diện tích 28,73 km², dân số thời điểm ngày 31 tháng 12 năm 2006 là 1702 người.